# Goldrick
Goldrick ist ein englischer Familienname.

## Namensträger
- James Goldrick (* 1958), australischer Admiral und Marinehistoriker
- Sara Goldrick-Rab (* 1977), US-amerikanische Soziologin